# Silnik rakietowy

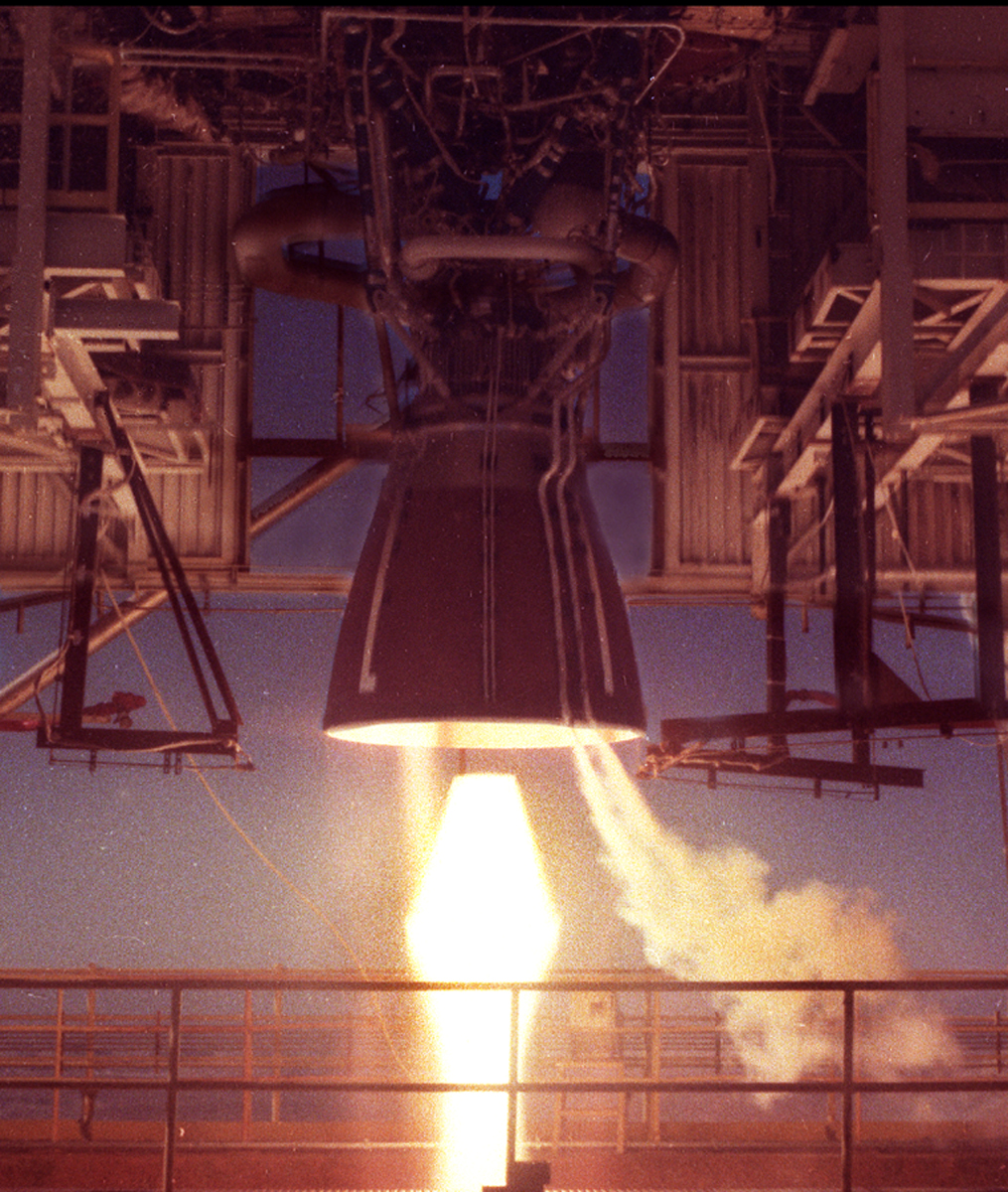
Silnik rakietowy

Silnik rakietowy – rodzaj silnika odrzutowego, czyli wykorzystującego zjawisko odrzutu substancji roboczej, który nie pobiera w trakcie pracy żadnej substancji z otoczenia, dzięki czemu może pracować w próżni kosmicznej.
Substancją roboczą mogą być produkty spalania (gazy spalinowe) powstałe przy utlenianiu paliwa (chemiczny silnik rakietowy), przy czym zarówno paliwo rakietowe, jak i utleniacz znajdują się w zbiornikach napędzanego urządzenia (tlen nie jest pobierany z atmosfery), dzięki czemu silnik może pracować w dowolnych warunkach, np. w przestrzeni kosmicznej i pod wodą. Mogą nią być też jony rozpędzane elektromagnetycznie (silnik jonowy) lub plazma, a nawet strumień fotonów (silnik fotonowy). Źródłem energii większości obecnych silników rakietowych są reakcje chemiczne (np. spalanie wodoru w tlenie). W silniku zbudowanym w ramach programu NERVA źródłem energii był reaktor jądrowy a czynnikiem roboczym wodór. W silnikach jonowych energia dostarczana jest w formie prądu elektrycznego z baterii słonecznych lub innego źródła prądu.
Silnik rakietowy stosowany jest najczęściej w rakietach i promach kosmicznych oraz pociskach rakietowych.

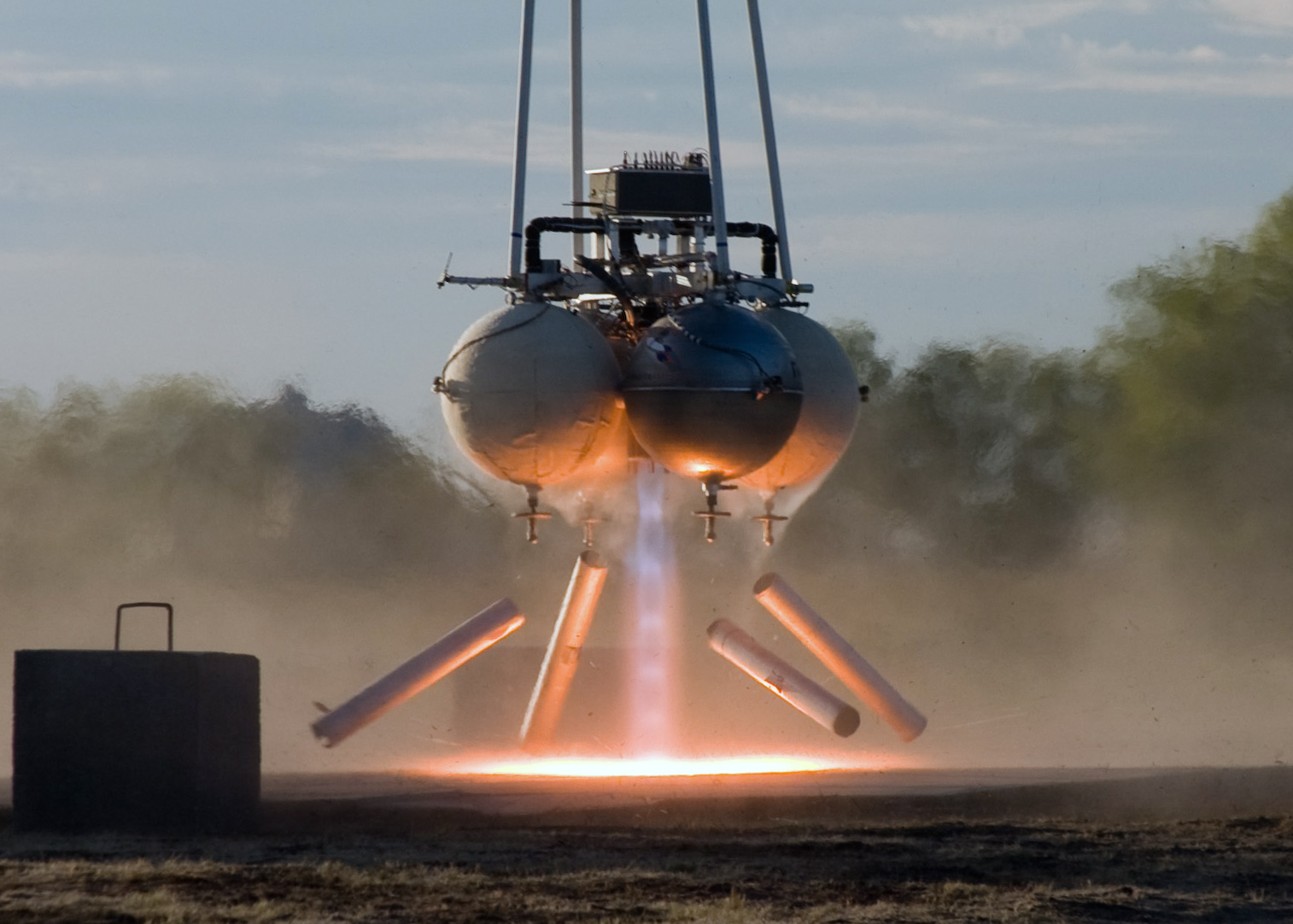
Testowy lot rakiety Pixel Armadillo Aerospace przed X-Prize Cup 2006

Ogólnie możemy podzielić silniki rakietowe zależnie od źródła ich energii i od substancji roboczej. Poniżej omówione są silniki, w których energia jest wynikiem reakcji chemicznej.

## Silniki chemiczne

### Silniki na paliwo ciekłe

Schemat silnika rakietowego na paliwo ciekłe. Paliwo (niebieskie) jest mieszane z utleniaczem (czerwony) w komorze spalania, gdzie następuje jego gwałtowne spalanie i wyrzut gazów przez dyszę napędową.

Silniki na paliwo ciekłe są wydajniejsze niż silniki na paliwo stałe. W zbiornikach rakiety znajduje się utleniacz oraz płynny reduktor (paliwo). Rakiety kosmiczne najczęściej wykorzystują do napędu ciekłego tlenu jako utleniacza i nafty lub ciekłego wodoru jako paliwa. Tego typu silniki mają skomplikowaną budowę, a co za tym idzie są droższe. Do zalet tych konstrukcji należy mniejsza masa rakiety, możliwość kontrolowania ciągu poprzez odpowiednie wtryskiwanie paliwa do komory spalania, możliwość kilkakrotnego zatrzymywania i uruchamiania silnika i znaczną wydajność (wyrażoną przez impuls właściwy – patrz poniżej).

### Silniki na paliwo stałe

Schemat silnika na paliwo stałe

Tańsze, ale o gorszych parametrach są silniki na paliwo stałe. Mają dużo prostszą budowę, gdyż komora spalania jest w zasadzie komorą paliwową. Jako paliwo stosuje się mieszankę utleniacza z reduktorem w postaci stałej, które tworzy tzw. ziarno paliwa. Tego typu silniki dzielą się na dwa typy. Paliwo może w nich spalać się czołowo lub kanałowo. Mieszanka spalająca się czołowo pali się od dyszy do górnej zatyczki, natomiast spalająca się kanałowo od środka (z kanałem przez całą długość) do ścian korpusu. Silniki na paliwo stałe są szeroko stosowane do rakiet bojowych, bowiem pozwalają na przechowywanie przez długi czas (rzędu lat) rakiet gotowych do odpalenia. Stosowane są też w rakietach kosmicznych, często jako rakiety wspomagające. Używane były m.in. do wynoszenia wahadłowców, po czym były odzyskiwane. Miały także wynosić kapsuły załogowe w amerykańskim programie Constellation. Większość amatorskich modeli rakietowych również opiera się na tej technologii. Wadą takiego silnika jest brak możliwości kontroli ciągu, a nawet wyłączenia go przed wypaleniem całości paliwa.
Pierwsze konstrukcje oparte na prochu czarnym zostały wynalezione w Chinach. Możliwe jest zrobienie takiego silnika w praktycznie dowolnym wymiarze (od potężnych silników pomocniczych wahadłowców po kilkucentymetrowe konstrukcje modelarzy rakietowych).

### Silniki hybrydowe
Silniki hybrydowe najczęściej posiadają stały reduktor i ciekły utleniacz (np. podtlenek azotu). Taki silnik został wykorzystany w samolocie kosmicznym SpaceShipOne (który jako pierwsza prywatna konstrukcja znalazł się w kosmosie).

## Silniki jądrowe
Energia potrzebna do nadania prędkości substancji roboczej pochodzi z reakcji jądrowych. Nuklearny cieplny silnik rakietowy został zbudowany w ramach projektu NERVA i zawierał reaktor jądrowy, który dostarczał ciepło do ogrzania wodoru. Wskutek ciepła następowała ekspansja gazu i jego wypływ przez dyszę, podobnie jak w silniku chemicznym. Mimo pewnych zalet, nigdy tego silnika nie wykorzystano w locie. Przy awarii rakiety mogłoby bowiem dojść do rozległego skażenia środowiska. W projekcie Orion energia miała być wynikiem małych wybuchów jądrowych. Projekt ten nigdy nie doczekał się realizacji.

## Parametry silników
Silnik rakietowy charakteryzuje się trzema podstawowymi parametrami: ciągiem, czasem pracy i impulsem właściwym.

### Wydajność silnika
Chemiczne silniki rakietowe są silnikami cieplnymi i podlegają ograniczeniom wynikającym z praw termodynamiki. Wydajność określa jaka część ciepła zostanie zamieniona na energię mechaniczną ruchu makroskopowego (tutaj – na ruch gazów wylotowych). Zależy to od temperatury i ciśnienia w komorze spalania, oraz od dyszy wylotowej. Na ogół wydajność silników rakietowych jest wysoka w porównaniu do silników samochodowych i wynosi ok. 70%.

### Ciąg
Ciąg jest to siła jaka powstaje przy wyrzucaniu przez dyszę substancji roboczej, np. gazów będących produktem spalania paliwa. Aby rakieta mogła się wznieść, ciąg musi być większy od jej ciężaru startowego (masy pomnożonej przez przyspieszenie ziemskie). Dlatego podczas startu często stosuje się dodatkowe silniki. Gdy rakieta znajduje się już na orbicie, wielkość ciągu nie jest tak krytycznym parametrem. Ważny jest wtedy impuls całkowity; podobną zmianę ruchu można uzyskać, używając silnika o dużym ciągu przez krótki czas, jak też silnika o małym ciągu przez dłuższy czas.

### Czas pracy
Czas pracy silnika rakietowego. Ze względu na czas pracy silniki dzieli się na: startowe (działające krótko, lecz mające duży ciąg i odrzucane po wykorzystaniu) i marszowe (dłużej pracujące, z mniejszym ciągiem). Silniki jonowe (o bardzo małym ciągu) przystosowane są do długotrwałej pracy (miesiące). Silniki korekcyjne służą do korekty lotu i są dostosowane do wielokrotnego uruchamiania.

### Impuls całkowity
Impuls całkowity oznacza popęd (zmianę pędu) jaki może wykonać dany silnik, równy iloczynowi siły ciągu silnika i jego czasu działania. Jest oznaczany jako {\displaystyle I_{c},} jego jednostką jest Ns (niutonosekunda). Określony jest wzorem:
{\displaystyle I_{c}=P\cdot t.}
Przykładowo, silnik o ciągu 200 N pracujący przez 3 sekundy zmienia pęd rakiety o 600 Ns, czyli tyle wynosi impuls całkowity będący efektem pracy silnika. Silnik o ciągu 100 N pracujący 6 sekund również ma impuls całkowity 600 Ns.
Dla określenia wydajności danego silnika używa się impulsu właściwego, czyli impulsu na jednostkę masy (lub ciężaru) silnika bądź samej substancji roboczej.
Impuls właściwy (impuls na jednostkę ciężaru substancji roboczej) oraz ciąg silnika wiąże wzór:
{\displaystyle I_{w}={\frac {P\cdot t}{Q}},}
gdzie:
{\displaystyle P} – ciąg [N],
{\displaystyle I_{w}} – impuls właściwy względem ciężaru [s],
{\displaystyle Q} – ciężar substancji roboczej w warunkach ziemskich [N],
{\displaystyle t} – czas pracy silnika [s].
Jeżeli jednak policzyć impuls właściwy na jednostkę masy substancji roboczej (czyli zamiast Q wstawić masę w [kg]), to jednostką impulsu będzie [m/s], co odzwierciedla fakt, że impuls właściwy jest proporcjonalny do prędkości substancji roboczej opuszczającej silnik rakietowy. Najwyższy impuls właściwy miałby więc silnik fotonowy.

### Prędkość końcowa
- Wzór Ciołkowskiego

### Typy pracy silnika
Wyróżniamy dwa typy pracy silników rakietowych.

#### Marszowy
Silnik pracujący marszowo nadaje rakiecie stosunkowo niewielkie przyspieszenie (ze względu na niski ciąg). Działa jednak długo. Ma za zadanie stopniowo nadawać prędkość rakiecie lub nawet utrzymać tylko ją na stałym poziomie. Wartość ciągu takiego silnika jest niewiele większa od ciężaru rakiety.

#### Startowy
Silnik startowy pracuje od startu przez krótki czas (od kilku do kilkuset sekund), z dużą mocą, nadając rakiecie lub samolotowi duże przyspieszenie. Tak rozpędzona konstrukcja może przelecieć dużą odległość nawet po zakończeniu pracy silnika.
Zwykle stosuje się w rakietach oba typy silników. Najczęściej silniki startowe po skończeniu pracy zostają odrzucone od rakiety, która kontynuuje lot z wykorzystaniem silnika marszowego. Takie rozwiązanie było stosowane przy wynoszeniu na orbitę wahadłowców, na przykład w rakiecie dodatkowej na paliwo stałe amerykańskiego programu STS.
Startowe silniki rakietowe stosuje się także w lotnictwie od pierwszej połowy XX w., systemy takie określane są w j. ang. skrótowcem JATO. W 1935 roku Niemcy skonstruowali np. rakietowy silnik Walter HWK 109-501, stosowany jako silnik startowy w samolotach. Silnik odpalany przy starcie dawał ciąg 1 500 kG przez 30 s, po czym odłączał się od samolotu i lądował na spadochronie.